# Martin & Lewis

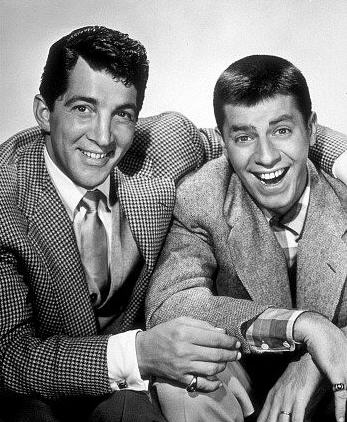
Martin e Lewis.

Martin & Lewis foi uma dupla de artistas norte-americana, que atuou nos anos 1940 e 1950, formada pelo cantor Dean Martin e pelo comediante Jerry Lewis.
Ambos trabalharam em rádios, como no programa The Martin & Lewis Show, na NBC Radio, de 1949 a 1953; em nightclubs, principalmente no Copacabana; na televisão, no programa The Colgate Comedy Hour, da NBC, em que basicamente eram apresentadores, junto com outros grandes nomes; e por fim no cinema, estreando em 1949, com o filme My Friend Irma, encerrando em 1956, ano oficial da separação da dupla, com o filme Hollywood or Bust. No total, realizaram dezesseis filmes.
Nos primeiros anos, os dois nomeavam a dupla somente com os seus sobrenomes, depois alterada para seus nomes completos, passando a se chamar "Dean Martin & Jerry Lewis", o que os ajudou mais tarde, quando partiram para a carreira solo. 

## Começo
Dean Martin e Jerry Lewis se conheceram em 1945, numa apresentação na Glass Hat Club, uma nightclub de Nova York. Mas a primeira aparição como dupla ocorreu no dia 24/25 de julho de 1946, em uma nightclub de Atlantic City, chamada 500 Club. Num período em que suas apresentações não vingavam, o dono do estabelecimento, Skinny D'Amato, cobrou uma apresentação melhor naquela noite, caso contrário os despediria. Nos fundos da casa, Lewis e Martin decidiram descartar roteiros que não tinham dado certo e partiram para a improvisação. No número, Dean cantava algumas canções e Jerry vinha, vestido de mensageiro, derrubando os pratos da mesa, estragando tanto a canção de Dean quanto a decoração da nightclub, tendo grande aprovação da plateia. 
O sucesso no clube os levou à uma série de lucrativas apresentações no navio Eastern, fazendo com que eles se apresentassem também na boate Copacabana, em Nova York. Os donos de clubes ficavam abismados com as apresentações, onde Martin tentava cantar enquanto Lewis o interrompia toda a hora, terminando com ambos discutindo e fazendo graça no palco. O segredo de tanto sucesso, dito por ambos, é que eles não prestavam a atenção na platéia e sim neles mesmos.

## Ascensão e sucesso
Por volta de 1948 e 1949, foram descobertos pelo produtor da Paramount, Hal B. Wallis, que na época planejava o seriado americano My Friend Irma para as telas do cinema. A dupla assinou um contrato com o estúdio e iniciou sua carreira cinematográfica.
O agente da dupla, Abby Greshler, fez para os dois uma proposta irrecusável e um dos melhores negócios de Hollywood: tirando o que eles receberiam de cada filme em parceria com o produtor Hal B. Wallis, que era um salário de 75 mil dólares, a dupla também poderia fazer seus filmes através de sua própria produtora: a York Productions. O primeiro filme dos dois foi At War with the Army, de 1950. Além disso, eles também poderiam controlar suas aparições na televisão, rádio, nightclubs, propagandas e até as gravações de suas músicas. Por conta de tudo isso, a dupla passou a valer muitos dólares. Os dois já eram mais que um sucesso no meio da década de 50, porém situações desfavoráveis começaram a aparecer.

## Aparição dos problemas e término

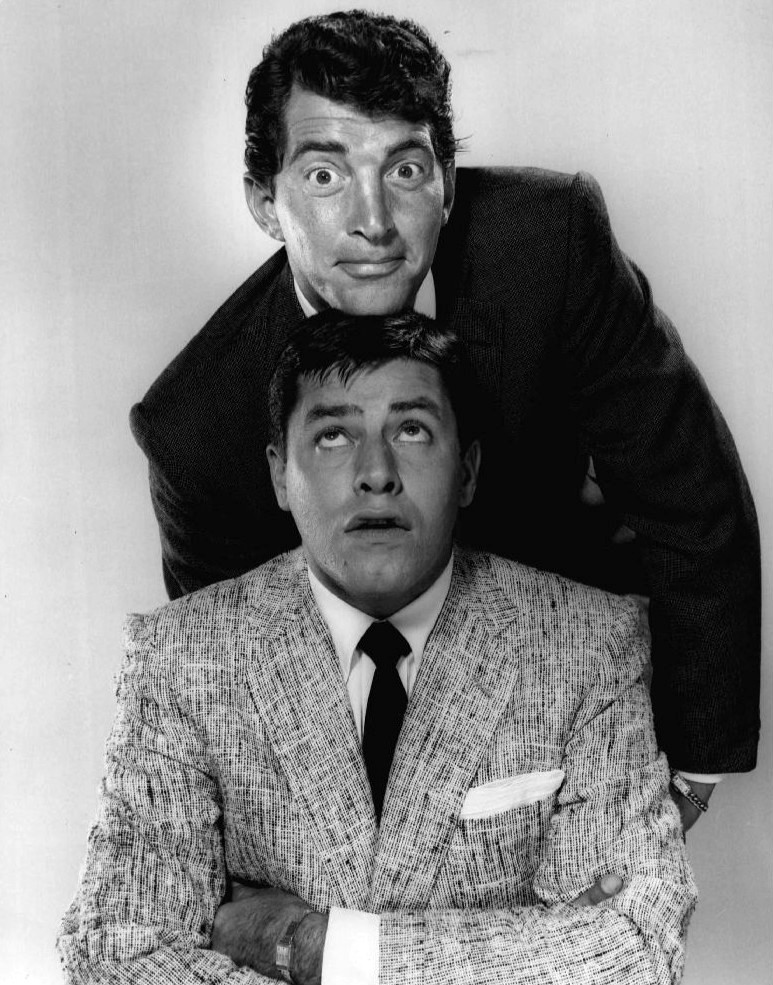
Martin e Lewis em 1955.

Em 1956, durante as filmagens de Pardners, o penúltimo filme, já corriam boatos de que Dean Martin e Jerry Lewis iriam romper a parceria. Para desfazer toda essa história, ambos deixaram um recado ao final do filme, dizendo que nunca iriam se separar, pois não estavam ainda preparados para o fim definitivo. Também cantaram a música "Side by Side (We Ain't Got a Barell of Money)" no programa The Colgate Comedy Hour. Mas quando  Pardners estreou, em agosto de 1956, a dupla já tinha se separado havia um mês e feito o último show no Copacabana.
Os motivos do término foram vários, como ciúme profissional; divergências; influência da mídia; desinteresse de um e cobrança de outro. Depois das filmagens de Pardners, iniciaram as filmagens de Hollywood or Bust, também de 1956. No set, os dois não trocaram uma palavra sequer, exceto na hora das gravações das cenas. A raíz dos desentendimentos ocorreu em 1954, quando a revista Look Magazine publicou em sua capa uma foto da dupla, mas com a parte de Martin rasgada. A relação entre os dois começou a esfriar a partir daí.
Após quase cinco anos trabalhando na Paramount, Martin começou a se cansar dos roteiros, pois, enquanto ele interpretava papéis românticos e sérios (no início, ele era grato por isso), a atenção do enredo sempre se voltava às palhaçadas de Lewis. Martin constatou que Lewis com o tempo acabou ficando mais ambicioso, fazendo cenas de comédia patéticas e representando mais do que deveria. Sendo assim, Martin acabou desconsiderando seu contrato e mostrando desinteresse pelo trabalho, já levando a criar sérias discussões com o amigo. Durante as filmagens de Hollywood or Bust, Lewis tinha passado muito mal durante as gravações, determinado a ficar de repouso fazendo com que surgissem mais divergências entre os dois quando as filmagens foram suspensas. O estopim da situação ocorreu quando Martin disse a Lewis que ele não era nada além de "um simples contrato". Após essa declaração, os dois se viram sem condições de continuar a trabalhar juntos, anunciando oficialmente a separação, quase um mês após o término das filmagens de Hollywood or Bust'. Dean Martin foi o primeiro a tomar a decisão, no dia 25 de julho de 1956, quando se comemoravam os 10 anos da dupla.
Romper com a parceria não foi fácil, decorrendo meses para advogados completarem o processo, incluindo o cancelamento de seus contratos com as casas de shows, televisão e também a dissolução da York Productions. Além disso, havia um enorme descontentamento do público, que não queria que os dois rompessem com a parceria.
Enfim, o primeiro filme de Jerry Lewis sem Dean Martin, The Delicate Delinquent de 1957, seria protagonizado pela dupla, mas isso não aconteceu. No entanto, o projeto acabou caindo somente nas mãos de Lewis.

## Após o término

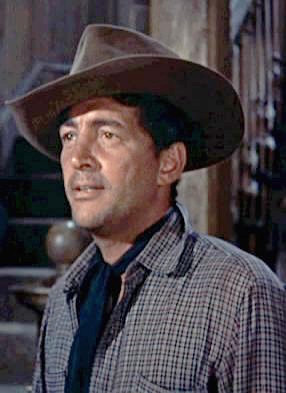
Dean Martin - Rio Bravo 1959

Após o anúncio dos dois de que iriam romper com a parceria, o público se questionava se cada um conseguiria seguir sozinho. Jerry Lewis ficou deprimido por semanas porém, não teve dificuldade nenhuma em manter a sua popularidade. Sua primeira aparição em público após a separação foi em Las Vegas, ajudando Judy Garland, que estava com laringite, a cantar em sua apresentação. Lewis também voltou a trabalhar com as comédias The Delicate Delinquent e The Sad Sack, com o seu álbum Just Sings e com o seu programa The Jerry Lewis Show na NBC, em 1957.
Já Dean Martin no começo teve as suas dificuldades. Isso porque ele se destacava mais como cantor, mas também queria ser reconhecido como ator. Também em 1957, lançou um álbum e um filme de comédia romântica, que infelizmente foi um fracasso, chamado Ten Thousand Bedrooms. Isso mudaria no ano seguinte, com o drama The Young Lions, contracenando com Marlon Brando e Montgomery Clift.
Nos anos 1960, os dois se sobressaíram em suas carreiras. Jerry Lewis começou definitivamente a escrever, produzir e dirigir os seus próprios filmes. O primeiro de sua autoria foi The Bellboy de 1960. Até 1964, revezaria o cargo de direção com Frank Tashlin. Seu maior e mais conhecido projeto nesta década foi o filme The Nutty Professor, de 1963, em que Lewis encarnou dois personagens: Julius Kelp, um professor feio e atrapalhado que resolve inventar uma poção para poder se transformar em um homem bonito; e Buddy Love, o alter-ego galã e arrogante de Kelp. Já Dean Martin começou a década fazendo o filme Ocean's Eleven, de 1960, contracenando com Frank Sinatra, Sammy Davis Jr., Peter Lawford e Joey Bishop. Estes que formariam o famoso Rat Pack. Mais tarde, em 1966, Martin comandaria o seu próprio programa, The Dean Martin Show, na NBC, que acabou se tornando um êxito.

## Reencontro e reconciliação
Dean Martin e Jerry Lewis na verdade, se reencontrariam quatro vezes após a separação da dupla.
A primeira foi em 1960, quando os dois se apresentariam no Sands Hotel, em Las Vegas, no mesmo dia. Por coincidência, o Sands Hotel era o lugar em que os dois, como dupla, frequentemente se apresentavam. Martin tinha chamou Lewis ao palco, no final de sua apresentação. Durante 15 minutos, os dois conversaram, brincaram e até fizeram um dueto cantando a música "Come Back to Me". Em uma outra apresentação, a reunião não foi grande coisa. Lewis se mostrou exausto demais para fazer seu número, obviamente pelo término das filmagens de seu filme, The Bellboy. Sendo assim, Martin generosamente o substituiu.
A segunda foi em 1976, tudo planejado por Frank Sinatra, no programa beneficente de Jerry Lewis, o Jerry Lewis MDA Telethón, quando se completou 20 anos em que a dupla tinha se desintegrado. Sinatra tinha ido como convidado no programa. Ele anunciou a Lewis suas contribuições e aproveitou dizer que tinha um amigo que adorava o programa e após isso, ele chamou Martin ao palco dizendo para trazer o "seu amigo". Lewis constatou que naquele momento em que Martin entrou no palco, ficou estático, sem saber o que dizer e com as mãos suando. Sinatra deixou os dois conversarem por alguns minutos. Timidamente, os dois bateram um papo rápido com direito a muitas risadas da platéia, por conta das tiradas que Lewis fazia a Martin. Por exemplo, teve uma hora em que Lewis acabou perguntando: "Você está trabalhando?", fazendo a platéia ir abaixo. Após a conversa, Sinatra os interrompe dizendo que ele e Martin tinham que cantar um medley (como brincadeira, eles referiram como "meldy"). Sendo assim, Lewis sai do palco deixando os dois cantarem. Lewis declarou anos mais tarde que esse foi um dos momentos mais emocionantes de sua vida.
A terceira foi em 1987, quando o filho de Dean Martin, Dean Paul Martin, morreu em um acidente de avião. Lewis foi ao funeral, mas não ficou perto de Martin, primeiro para que os repórteres não os fotografassem juntos e segundo porque Martin não sabia que Lewis tinha ido ao funeral. Bem depois, após descobrir que Lewis esteve no funeral, os dois conversaram durante uma hora.
E a quarta e última vez foi em 1989, quando Dean Martin estava fazendo suas apresentações (aparentemente as últimas), no Baily's Hotel, em Las Vegas. A ocasião foi o aniversário de 72 anos de Martin. Lewis lhe entregou um bolo de aniversário, o homenageou e acabou soltando a frase: "O motivo de termos nos separado, eu nunca saberei!".

## Filme biográfico
Em 2002, foi feito um filme para a televisão contando sobre a história da dupla, desde quando se conheceram até a separação, chamada Martin and Lewis. O ator Sean Hayes interpretou Jerry Lewis e o ator Jeremy Northam interpretou Dean Martin. O filme foi dirigido por John Gray e foi ao ar pela CBS.

## Filmografia
| Ano  | Filme                    | Papel de Dean Martin               | Papel de Jerry Lewis                   | Nota                                               |
| ---- | ------------------------ | ---------------------------------- | -------------------------------------- | -------------------------------------------------- |
| 1949 | My Friend Irma           | Steve Laird                        | Seymour                                | Primeiro filme da dupla.                           |
| 1950 | My Friend Irma Goes West | Steve Laird                        | Seymour                                |                                                    |
| 1950 | At War with the Army     | Sargento Victor Puncinelli         | Alvin Korwin                           |                                                    |
| 1951 | That's My Boy            | Bill Baker                         | "Junior" Jackson                       |                                                    |
| 1952 | Sailor Beware            | Al Crowthers                       | Melvin Jones                           |                                                    |
| 1952 | Jumping Jacks            | Chick Allen                        | Hap Smith                              |                                                    |
| 1952 | Road to Bali             | Homem no sonho de Lalah            | Mulher no sonho de Lalah               | Participação especial. Primeiro em Technicolor.    |
| 1952 | The Stooge               | Bill Miller                        | Theodore "Ted" Rogers                  |                                                    |
| 1953 | Scared Stiff             | Larry Todd                         | Myron Mertz                            |                                                    |
| 1953 | The Caddy                | Joe Anthony                        | Harvey Miller, Jr.                     |                                                    |
| 1954 | Money from Home          | Herman "Honey Talk" Nelson         | Virgil Yokum                           | Filmado em 3-D.                                    |
| 1954 | Living It Up             | Dr. Steve Harris                   | Homer Flagg                            |                                                    |
| 1954 | 3 Ring Circus            | Pete Nelson                        | Jerome "Jerry" F. Hotchkiss            | Relançado como Jerricho, the Wonder Clown em 1978. |
| 1955 | You're Never Too Young   | Bob Miles                          | Wilbur Hollick                         |                                                    |
| 1955 | Artists and Models       | Rick Todd                          | Eugene Fullstack                       |                                                    |
| 1956 | Pardners                 | Slim Mosley, Sr./ Slim Mosley, Jr. | Wade Kingsley, Sr./ Wade Kingsley, Jr. |                                                    |
| 1956 | Hollywood or Bust        | Steve Wiley                        | Malcolm Smith                          | Último filme da dupla.                             |